# Lomografía

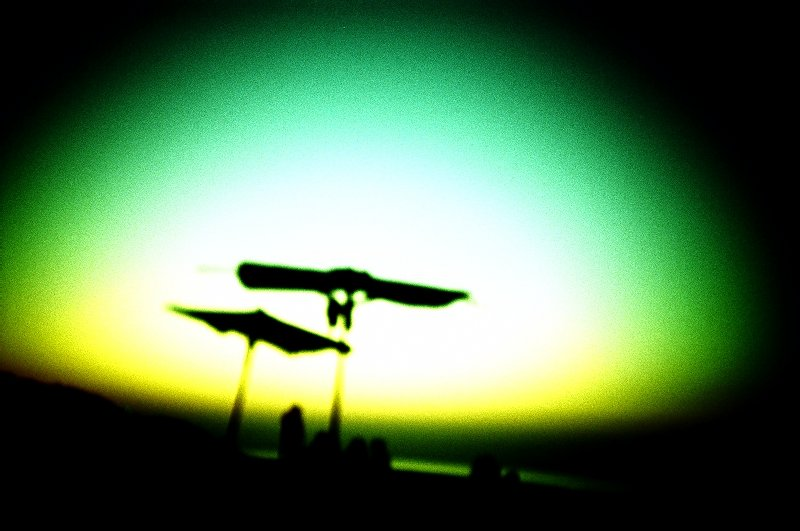
Ejemplo de lomografía.

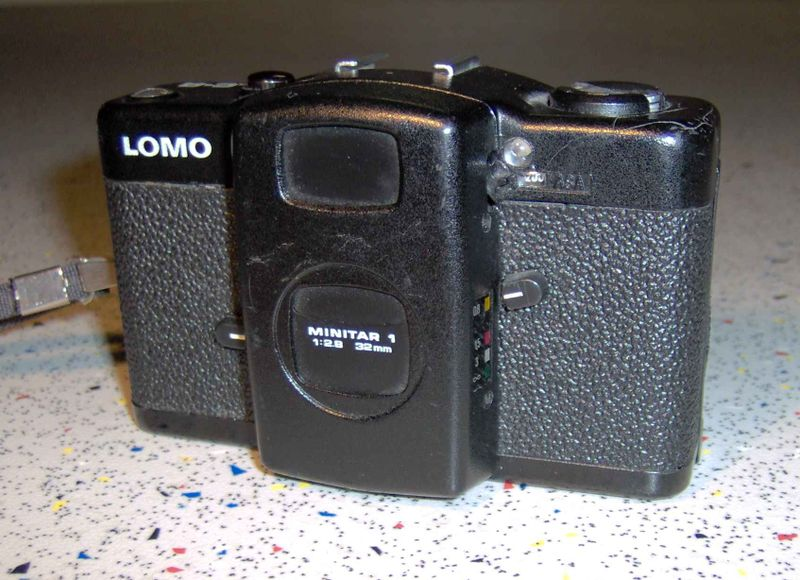
Cámara LOMO LC-A.

La lomografía es un movimiento fotográfico que consiste en utilizar cámaras de reducido coste y escasa complejidad técnica, que plasman múltiples efectos artísticos en las instantáneas.
Aunque hay aplicaciones para móvil que pueden dar efecto lomográficos a las fotografías, normalmente se emplean cámaras analógicas. Las más típicas son la Lomo LC-A, la Holga, la Diana, la Fisheye o la FPP Debonair.

## Origen
Su origen se remonta al año 1984, cuando la empresa rusa Leningradskoje optiko-mechanitscheskoje obedinenije (en ruso Ленинградское оптико-механическое объединение, y abreviadamente LOMO) lanza al mercado su cámara LC-A, de 35 mm compacta y automática, basada en el modelo japonés Cosina CX-1 del fabricante Minox.
Serían dos vieneses en 1991 durante un viaje a Checoslovaquia los que descubrirían esta cámara y maravillados por los efectos que este dispositivo daba a las imágenes fundaron la Sociedad Lomográfica (en alemán, Lomographische Gesellschaft).
Obtuvieron autorización para comercializar cámaras similares bajo la marca Lomography, y:

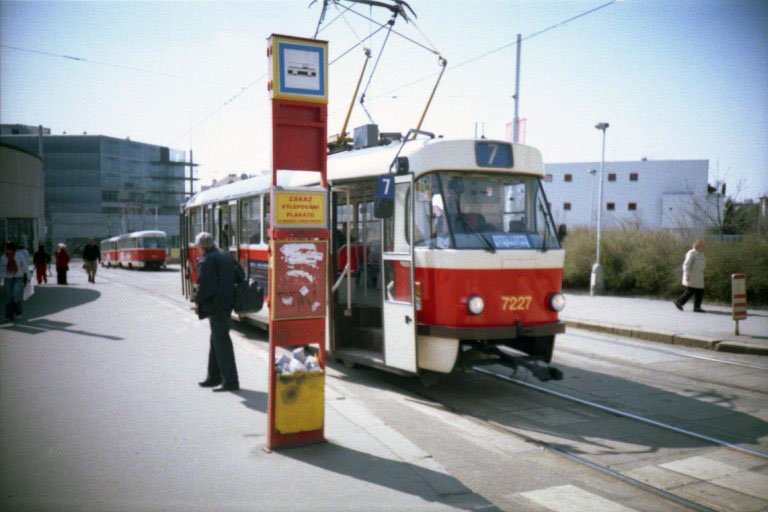
Lomografía.

Manteniendo la filosofía que estaba detrás de la LC-A, crearon cámaras fotográficas que producían imágenes con viñetas, con filtraciones de luz, con desenfoques y sobre todo con un elevado contraste y saturación. La prioridad no era la calidad técnica, sino el aspecto experimental y emocional que ha transformado la lomografía en una corriente artística de la fotografía.
Dania Beatriz

## Características de la cámara Lomo LC-A
El modelo que sentó las bases de la lomografía fue la Lomo LC-A, que actualmente aún goza de una buena representación en el movimiento. Esta cámara presenta unas características muy particulares (extrapolables a los posteriores modelos) que condicionan ostensiblemente el resultado final de la fotografía.
Lente
La lente de que dispone la cámara fue expresamente diseñada por el profesor Radionov. Se trata de una lente de gran angular llamada Minitar 1. Esta lente se caracteriza por imprimir una importante intensificación de los colores en el objeto fotografiado. Como los colores tienen mayor presencia en el centro de la foto se da un efecto túnel y, además, tenemos otro efecto de oscurecimiento en las esquinas de la imagen, produciendo un efecto parecido a un halo.
Ajuste de exposición
La cámara dispone de una palanca que permite ajustar el modo en automático o manual. En el modo automático la exposición se calcula automáticamente al detectar la cantidad de luz presente en el exterior. En condiciones de poca iluminación la exposición puede llegar a ser mayor de un minuto.
Con la lomo se pueden conseguir efectos de velocidad o movimiento capturando deliberadamente con mucho movimiento.
Foco
El enfoque en esta cámara era muy rudimentario. Disponía tan sólo de 4 modos: 0,8 metros, 1,5 metros, 3 metros e infinito. Esto provoca que muchas fotos salgan desenfocadas pero con un cierto toque artístico.

## Historia de la lomografía

### 1982: Nacimiento de la Lomo Kompakt
Los inicios nos sitúan en Leningrado, Unión Soviética. El general Igor Petrowitsch Kornitzky y el camarada Michael Panfilowitsch Panfiloff deciden copiar el diseño de una mini cámara japonesa, una Cosina CX-1, con el fin de producirla en gran cantidad para distribuirla para todo el pueblo soviético. Panfiloff era el director de una factoría soviética de armamento y óptica LOMO. Debe su nombre a la Unión de Ópticos y Mecánicos de Leningrado (Leningrádskoje Optiko Mechanitschéskoje Objedinénie) que luego fabricara en masa el aparato. Este par de amigos, uno ingeniero y el otro profesor, tuvieron la idea de fabricar una cámara pequeña y simple para entretener a los soviéticos.
Las características particulares de esta cámara fotográfica compacta se encuentran en el objetivo, de una distancia focal de 32 mm, lo que se supone un gran angular medio. El objetivo, proyectado por un ingeniero óptico soviético es copia del Minotar 32, montado sobre la Minox. La particularidad del objetivo consiste sobre todo en su relativa diafragmaluminosidad (f:2,8), que unida a las pequeñas dimensiones de la lente ofrece imágenes características.
Así nació la LC-A. Se produjeron y vendieron millones de cámaras. Durante los años 80 esta fue la típica cámara del pueblo soviético, de los vietnamitas, cubanos y habitantes de la República Democrática Alemana (ver, bloque socialista). 
Según un mito, la utilizaban los espías de la KGB para fotografiar planos secretos y armas; y según este mismo mito estas cámaras fueron copiadas de un modelo japonés que tenía la propiedad de fotografiar a oscuras, por lo que era ideal para el espionaje.

### 1991: El descubrimiento
El descubrimiento lo protagonizaron Matthias Fiegl y Wolfgang Stranzinger, unos estudiantes vieneses que aprovechaban las vacaciones para visitar Checoslovaquia (en proceso de democratización). En ese momento la LC-A empezaba su declive. En el mercado ya se encontraban cámaras baratas de origen asiático que le quitaban el mercado. La LC-A sólo se encontraba en cooperativas de viejas escuelas. 
Los estudiantes vieneses compraron un par como diversión en un mercadillo. Por las calles de Praga fue donde dispararon los primeros carretes, y en raras ocasiones miraban por el visor. 
Tras revelar los carretes, ya en Viena, empezaron las sorpresas: fotos enfocadas y desenfocadas, luminosas, saturadas y frescas, que transmitían una sensación de excitación explosiva. Entonces ambos estudiantes montaron un negocio con estas cámaras.

### 1992-93: La Sociedad Lomográfica
Después de este primer contacto, amigos, parientes, conocidos y desconocidos querían poseer una LOMO, por lo que se empezaron a importar del antiguo bloque soviético de forma clandestina. Fiegl y Stranzinger fundaron en Viena la Sociedad Lomográfica (Lomographische Gesellschaft), con el fin de transmitir el mensaje de la lomografía a todo el mundo.

### 1994-95: Lanzamiento al mundo
La primera exposición lomográfica internacional fue en 1994 en Moscú y Nueva York simultáneamente. Se podían ver miles de fotografías sobre Nueva York en Moscú y viceversa. 
Por aquellos tiempos se fundó la primera Embajada Lomográfica en Berlín. Esto dio lugar a las lomoembajadas, punto de encuentro donde se realizaban actos lomográficos locales, tours lomográficos... Actualmente hay más de 70 distribuidas por 30 países. También tiene esta fecha el nacimiento de lomo.com, central desde donde se coordinaba la comunicación lomográfica.

### 1996: Recesión
El consorcio ruso había parado la fabricación de la LC-A. Esto obligó a la Sociedad Lomográfica a movilizarse para convencer a los responsables de la fábrica LOMO y a Vladímir Putin, entonces alcalde de San Petersburgo, quien también era fanático de las cámaras LOMO, para volver a retomar la producción de este modelo.

### 1997: El salto a Internet
A partir de aquí el fenómeno crece a nivel acelerado. Se crea lomography.com, nacen lomoembajadas, se realizan encuentros internacionales, se producen nuevos modelos ( Action Sampler, la SuperSampler, la Pop9), campeonatos a nivel mundial, lomoolimpiadas, publicación de libros, tiendas “Lomography Shop” y otros eventos.

### 1998-99: Nacimiento de la ActionSampler
Presentación de la nueva cámara Action Sampler, equipada con cuatro lentes, en la feria Photokina.

### 2000: Nacimiento de la SuperSampler
La Sociedad Lomográfica Internacional presenta la primera cámara desarrollada, diseñada y patentada en exclusiva por un equipo lomográfico, la SuperSampler.

### 2001: Un año de éxitos
La Sociedad Lomográfica publica diversos libros: “Moscow-NewYork 1995”, “Lomo On 1997”, “The Big Lomo 1997”, “Ferrari-Lomoproyecto 98”, ”Guia Lomo Vienna 1999”.

Colaboración entre Mauritius, famosa empresa alemana de bancos de imágenes, y la Sociedad Lomográfica para la creación de un banco de imágenes lomográficas.

Apertura de la primera tienda lomográfica en Viena, en el Museo de Arte Contemporáneo de Viena.

Se celebra el evento lomográfico más ambicioso hasta el momento, los Lomographic Sampling Games, donde participan más de 500 lomógrafos. Consiste en plasmar en 116 imágenes la vida cotidiana y las pasiones de los participantes.

### 2002: La Pop 9
En junio de este año nace la Pop 9, que consta de nueve lentes.

Edición del libro “Just Shoot”, una recopilación de más de 2000 imágenes seleccionadas entre las mejores del ”LomOlympics 2000” y el “Lomographic Sampling Games 2001”.

### 2005: El ocaso
En abril de 2005 el consorcio Lomo PLC anunció que las cámaras LC-A se dejarán de producir porque resultaba muy caro fabricarlas.

### 2006: Lomo LC-A+
En reemplazo de la Lomo LC-A, la cámara Lomo LC-A+ fue lanzada al mercado durante el otoño del 2006. Ésta cámara, a diferencia de la original, es fabricada en China. Contó con la lente original fabricada por LOMO PLC hasta mediados de 2007. 
Actualmente la cámara y el objetivo son fabricados en China.
Vienen en 7 modelos diferentes.